# Wolfenstein: Enemy Territory
Wolfenstein: Enemy Territory — компьютерная игра, созданная по мотивам Второй мировой войны частной компанией Splash Damage на базе игры Return to Castle Wolfenstein и выполненная на движке id Tech 3. Является трёхмерным тактическим шутером от первого лица с присутствием элементов RPG (прокачка, классы персонажей). Исходный код игры впоследствии был опубликован под лицензией GPL, в первый день QuakeCon 2010.

## Игровой процесс
Wolfenstein: Enemy Territory — игра, основанная на классах (англ. class-based). Есть две противостоящие команды: Страны Оси, представляющие нацистскую Германию под флагом Третьего Рейха и Союзники — армия союзных государств по антигитлеровской коалиции, выступающих под флагом США.
Главная цель игры состоит в уничтожении или в защите указанных целей за некоторое отведённое время. Задания для каждой стороны чередуются между нападением и защитой. В дополнение к главной цели, на карте существуют несколько вторичных целей, исполнение которых облегчит исполнение главной цели и принесёт дополнительные очки опыта. Если игрок выполняет задания, уничтожает врагов и помогает своей команде, ему начисляются за это очки опыта. При наборе определенного количества этих очков опыта игрок может получить усовершенствования для своего класса. Эти усовершенствования сохраняются на протяжении лишь одной кампании, которая может состоять из нескольких карт (стандартная кампания — 6 карт), и после завершения кампании все усовершенствования обнуляются.
Игра не основана на достоверных боевых действиях. Можно предположить, что действие происходит в Третий период войны.

### Локации
Стандартная кампания включает в себя шесть карт, которые частично были основаны на реальных местах или событиях. В Северной Африке — «Золотая лихорадка», «Сива», «Атлантический вал». В Европе — «Дора», «Радар „Вюрцбург“» и «Склад горючего». Позже, с выходом программ для редактирования, появились сотни неофициальных карт.

## Классы и снаряжение
Существует пять типов военных: солдат, медик, разведчик, инженер и артиллерист.
- Солдат (англ. Soldier) — единственный из классов, у которого есть тяжёлое вооружение. С повышением уровня открываются новые возможности (например, бег с тяжёлым оружием). Вооружение: автомат (MP-40 и Thompson у Оси и Союзников соответственно), пулемёт (MG-42), огнемёт, панцерфауст, миномёт.
- Медик (англ. Medic) — восстанавливает здоровье другим игрокам при помощи аптечек, «воскрешает» павших союзников при помощи шприца. Во время игры способны приобретать «уровни квалификации». Возрождение союзника занимает 3 секунды, в течение которых «воскрешаемый» игрок остается неуязвимым, не может двигаться, но может стрелять, хотя и только прямо (управление прицелом не активно на это время). После четвёртого уровня появляется шприц с адреналином, позволяющий быстрее передвигаться и получать меньший урон.
- Разведчик (англ. Covert Ops)— единственный класс, который может надевать униформу убитого противника. Имеет в своём вооружении бомбы на дистанционном управлении, дымовые шашки. Оружие: FG-42, STEN, снайперская винтовка с глушителем (Gewehr 43 или M1 Garand для Оси и союзников соответственно).
- Инженер (англ. Engineer) — может устанавливать командные посты, баррикады или пулемётные гнезда в специальных для этого местах, исходно расставленных по карте. Также устанавливают и обезвреживают мины, ремонтируют технику, закладывают и обезвреживают взрывчатку для уничтожения вражеских команд-постов и объектов. Вооружение: автомат, либо винтовка (Gewehr 43 или M1 Garand), винтовочная граната.
- Артиллерист (англ. Field Ops) — обеспечивает команду боеприпасами, а также вызывает удар артиллерии при помощи бинокля. Продолжительность удара зависит от уровня прокачки. Помимо артиллерии может вызвать авиаудар при помощи гранаты-маркера. Имеет на вооружении автомат.